# زلكوفا منشارية
زلكوفا منشارية (الاسم العلمي:Zelkova serrata) هو نوع من النباتات يتبع جنس الزلكوفا من فصيلة الدردارية.